# Sergej Šarikov
Sergej Aleksandrovič Šarikov (in russo Сергей Александрович Шариков?; Mosca, 18 giugno 1974 – Tarusskij rajon, 6 giugno 2015) è stato uno schermidore russo, vincitore di due medaglie d'oro, una d'argento ed una di bronzo nella scherma ai giochi olimpici.
È scomparso nel 2015 all'età di 40 anni a seguito di un incidente stradale.

## Palmarès
In carriera ha conseguito i seguenti risultati:
- Giochi olimpici estivi

Atlanta 1996: oro nella sciabola a squadre ed argento individuale.
Sydney 2000: oro nella sciabola a squadre.
Atene 2004: bronzo nella sciabola a squadre.
- Mondiali di scherma

L'Aia 1995: argento nella sciabola a squadre.
Città del Capo 1997: argento nella sciabola a squadre.
La Chaux de Fonds 1998: bronzo nella sciabola individuale.
Seul 1999: bronzo nella sciabola a squadre.
Nimes 2001: oro nella sciabola a squadre.
Lisbona 2002: oro nella sciabola a squadre.
L'Avana 2003: oro nella sciabola a squadre.
- Europei di scherma

Funchal 2000: oro nella sciabola individuale ed a squadre.
Coblenza 2001: oro nella sciabola a squadre.
Mosca 2002: oro nella sciabola a squadre ed argento individuale.
Copenaghen 2004: oro nella sciabola a squadre e bronzo individuale.